# یاسین امعوش
یاسین امعوش (انگلیسی: Yacine Amaouche؛ زادهٔ ۲۶ ژوئن ۱۹۷۹) بازیکن فوتبال اهل الجزایر است.
از باشگاه‌هایی که در آن بازی کرده‌است می‌توان به باشگاه فوتبال اوراس باتنه و باشگاه فوتبال القبائل اشاره کرد.
او همچنین در تیم ملی فوتبال الجزایر بازی کرده‌است.